# Chaenorhinum rupestre
Chaenorhinum rupestre là một loài thực vật có hoa trong họ Mã đề. Loài này được Giovanni Gussone mô tả khoa học đầu tiên năm 1828 dưới danh pháp Linaria rupestris. Năm 1980 Franz Speta chuyển nó sang chi Chaenorhinum.

## Phân bố
Loài này là bản địa Algérie, Maroc, Sicilia, Tunisia và có thể có ở Tây Ban Nha.